# Camping and Caravanning Club

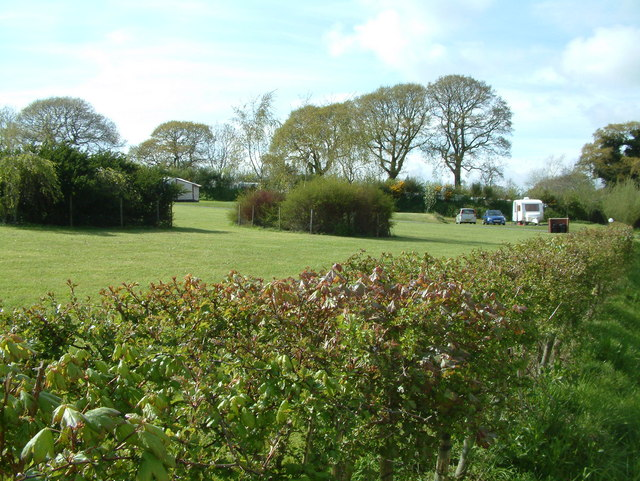
Caravanterrein van de CCC.

De Camping and Caravanning Club (CCC) is een organisatie zonder winstoogmerk in het Verenigd Koninkrijk die zich bezighoudt met kamperen. De club telt ongeveer 480.000 leden, en biedt ook tijdelijk lidmaatschap aan kampeerders van buiten het Verenigd Koninkrijk, zodat zij van de kampeerterreinen van de club gebruik kunnen maken. De Camping and Caravanning Club beschikt over 110 eigen terreinen en de leden hebben exclusief toegang tot 1400 andere terreinen.

## Geschiedenis
De eerste voorloper van de Camping and Caravanning club is de Association of Cycle Campers, opgericht in 1901 door Thomas Hiram Holding. In 1878 had hij de Bicycle Touring Club opgericht, in 1883 hernoemd in Cyclists' Touring Club. Naarmate de actieradius van de rijwielen groter werd, ontstond behoefte aan overnachtingsplaatsen, liefst ook in de natuur. Holding, die een liefde voor kamperen had ontwikkeld toen hij in 1853 als negenjarige jongen met zijn ouders door de Amerikaanse prairies reisde, ontwierp eind 19e eeuw de eerste lichtgewicht tent, geschikt om op de fiets te worden meegenomen.
Het ledental van de vereniging groeide van 13 in 1901 tot enkele honderden in 1906, het jaar waarin het eerste eigen terrein werd geopend in Weybridge. In dat jaar trad een tijdelijk schisma op: een deel van de leden scheidde zich af en richtte The Camping Club op. Holding zelf richtte de National Camping Club op. De Association of Cycle Campers en The Camping Club fuseerden weer in 1909 onder de naam Amateur Camping Club, met Robert Falcon Scott als voorzitter, en in 1910 waren alle drie de organisaties weer verenigd, nu onder de naam National Camping Club met 820 leden. In 1919 werd de naam veranderd in The Camping Club of Great Britain and Ireland, met scouting-oprichter Sir Robert Baden-Powell als voorzitter. In 1932 was de club betrokken bij de oprichting van de Federation Internationale de Camping et de Caravaning (FICC). In 1933 voegde de British Canoe Association zich bij de club, en vormde binnen de club een sectie die zich met kanovaren bezighield, de Canoe Section. In 1944 ontstond een Lightweight Section van kampeerders die met lichte tenten en te voet of per fiets kampeerden.
In de jaren 30 was de club betrokken bij de strijd om de vrije toegang tot land, een juridisch gevecht tussen landeigenaren en gebruikers zoals wandelaars en kampeerders in het Verenigd Koninkrijk.
Na de Tweede Wereldoorlog nam het ledental van de vereniging snel toe: 15.000 in 1951, 100.000 in 1967, en meer dan 300.000 aan het einde van de 20e eeuw. In 1983 werd de naam nogmaals veranderd in The Camping and Caravanning Club.

## Invloed in Nederland
In 1911 werd de Nederlander Carl Denig lid van de Amateur Camping Club. Hij zou het jaar daarna de Nederlandse Toeristen Kampeer Club (NTKC) oprichten en zelf tenten gaan produceren in Amsterdam.
Vergelijkbare organisaties in Nederland zijn de NTKC (vergelijkbaar met de Lightweight Section van de CCC), de Nederlandse Caravan Club, en de Nederlandse Kampeerauto Club.